# Chase Tower (Indianapolis)
Der Chase Tower (ursprünglich Bank One Tower oder American Fletcher Tower) ist ein Wolkenkratzer in Indianapolis im US-Bundesstaat Indiana. Nach 3 Jahren Bauzeit wurde er im Jahre 1990 fertiggestellt und eröffnet. Es ist seitdem mit einer architektonischen Höhe von 247 Metern das höchste Gebäude in Indiana (Vorher OneAmerica Tower).

## Lage, Bau und Architektur
Das Gebäude liegt im Stadtzentrum Indianapolis’ am bekannten Monument Circle.
Nachdem der Bau genehmigt wurde, begannen in den 80er Jahren die Vorbereitungsarbeiten mit dem Abriss der übrigen Gebäude, darunter das Hume-Mansur Building aus dem Jahre 1911. Das Hauptdach befindet sich auf einer Höhe von 213 Metern, die strukturelle Höhe ergibt sich aus den zwei, knapp 40 Meter hohen Antennen, von denen nur eine zur Telekommunikation dient, die andere lediglich als Dekoration.
Neben einigen Restaurant und Dienstleistungen besitzt das Gebäude eine direkte Verbindung zum benachbarten Columbia Club.
Ursprünglich sollte das Gebäude als Hauptsitz der American Fletcher National Bank dienen, welche allerdings vor Fertigstellung mit der Bank One Corporation fusionierten. 2005 wurde das Unternehmen von JP Morgan Chase aufgekauft und das Gebäude wurde umbenannt.